# The king is dead, long live the king!
"The king is dead, long live the king!" đồng thời là thông báo về việc đức vua đã băng hà và đảm bảo sự liên tục bằng cách chào đón vua mới lên ngôi.